# Donville-les-Bains
 Donville-les-Bains  es una población y comuna francesa, en la región de Baja Normandía, departamento de Mancha, en el distrito de Avranches y cantón de Granville.

## Demografía
| 3029 | 3419 | 3495 | 3215 | 3199 | 3351 |
| Para los censos de 1962 a 1999 la población legal corresponde a la población sin duplicidades (Fuente: INSEE [Consultar]) |      |      |      |      |      |

Forma parte de la aglomeración urbana de Granville.

### Personajes célebres
- Bernard Chenez, dibujante de prensa
- Claude Leteurtre, político (UDF)
- Philippe Jacquin, historiador, etnólogo y antropólogo († 28 de septiembre de 2002).